# Alluaudina
Alluaudina es un género de serpientes aletinofidias de la familia Lamprophiidae endémicas de Madagascar.

## Taxonomía

### Etimología
El nombre genérico, Alluaudina, hace referencia al entomólogo francés Charles Alluaud, quien fue uno de los dos que recogieron los espécimen tipo de A. bellyi.

### Especies
Se reconocen las siguientes especies:
- Alluaudina bellyi Mocquard, 1894
- Alluaudina mocquardi Angel, 1939